# Edmond Fontaine (torpilleur)
Pour les articles homonymes, voir Fontaine.
Le Edmond Fontaine, est un torpilleur de Haute Mer, qui participa à la défense mobile de Dunkerque, puis de Cherbourg (Cherbourg-en-Cotentin depuis 2016).

## Origine de son nom
Son nom lui fut donné en hommage au Lieutenant de vaisseau : François Edmond Fontaine (1847-1884), commandant la compagnie de débarquement du cuirassé La Galissonnière tombé au combat, à la Bataille de Tamsui le 8 octobre 1884 pendant la Guerre franco-chinoise, et dont la tête fut promenée au bout d'une pique dans la ville par les chinois.

## Construction et carrière
Le navire est construit au chantiers Claparède.
C'est au cours d'un exercice simulant l'attaque du port de Cherbourg par la division cuirassée de la Manche contre ce port, qui était défendu par six torpilleurs affectés à la défense mobile, qu'aveuglé par la lumière du projecteur du cuirassé Surcouf, le commandant et l'homme de barre ne purent voir de suite que le Surcouf, était droit sur eux, et c'est par une manœuvre hardie qu'il tenta de passer à l'avant de celui-ci à toute vitesse, alors que de son côté le Surcouf faisait machine arrière. La manœuvre aurait pu réussir, mais l'arrière de l' Edmond Fontaine, fut abordé par le Surcouf à l'entrée de Cherbourg dans la nuit du 6 au 7 mai 1891, il coula par 13 mètres de fonds par mer basse, à un quart de mille de l'entrée ouest de Cherbourg. Tout l'équipage de l' Edmond Fontaine , fut sauvé à l'exception du quartier-maître mécanicien Christophe-Albert Le Filoux qui est tombé à l'eau au moment du choc et a disparu.
Il fut relevé par beau temps, la semaine suivante, puis conduit à l'arsenal pour y être réparé. Seul l'arrière du torpilleur fut endommagé.